# Subdivisions de la préfecture de Tochigi

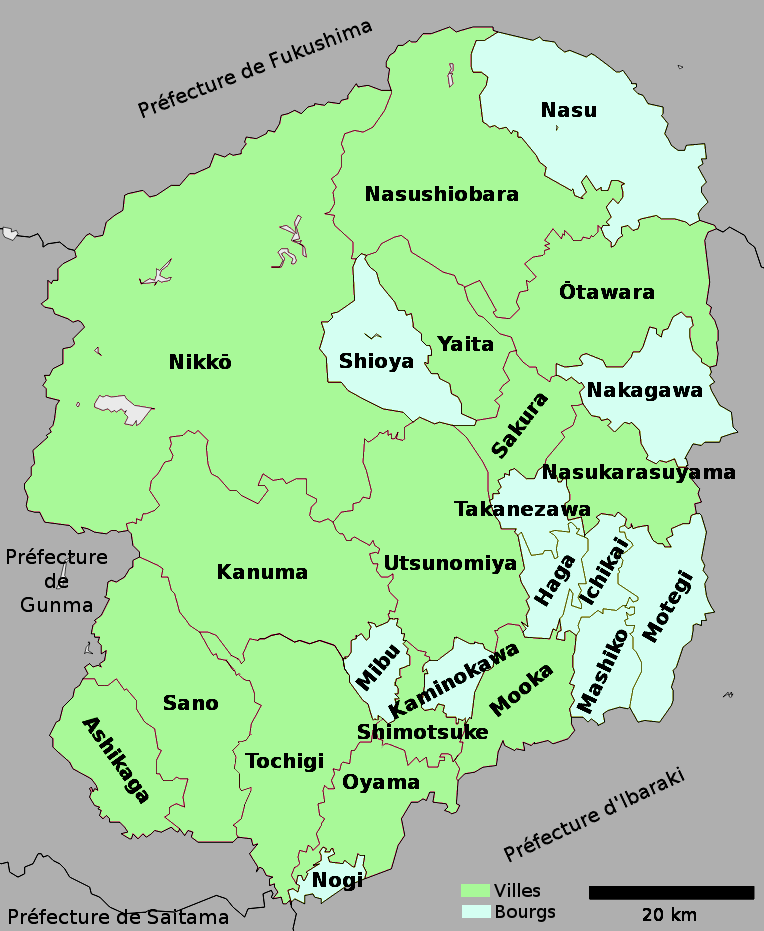
Les municipalités de la préfecture de Tochigi.

La préfecture de Tochigi est constituée de 25 municipalités : 14 villes et 11 bourgs répartis sur 5 districts. Sa capitale est la ville d'Utsunomiya.

## Subdivisions territoriales
La préfecture de Tochigi est divisée en 14 villes et 11 bourgs répartis sur 5 districts. Étendue sur 6 408 km2 — dont 0,2 % de zones résidentielles —, elle rassemblait, en 2016, 1 974 255 habitants — dont 1,82 % de résidents étrangers —, ce qui la plaçait au 18e rang sur la liste des préfectures du Japon classées par population. 

### Les villes
La préfecture de Tochigi comprend 14 villes, dont Utsunomiya, sa capitale.
| Ville          | Nombre d'habitants (résidents étrangers) | Superficie (km2) |
| -------------- | ---------------------------------------- | ---------------- |
| Utsunomiya     | 519 631 (8 529)                          | 417              |
| Oyama          | 166 943 (5 928)                          | 172              |
| Tochigi        | 158 524 (3 568)                          | 332              |
| Ashikaga       | 148 589 (3 827)                          | 178              |
| Sano           | 118 156 (2 287)                          | 356              |
| Nasushiobara   | 116 833 (1 921)                          | 593              |
| Kanuma         | 97 856 (1 075)                           | 491              |
| Nikkō          | 82 327 (697)                             | 1 450            |
| Mooka          | 79 655 (3 179)                           | 167              |
| Ōtawara        | 75 103 (1 006)                           | 354              |
| Shimotsuke     | 59 291 (580)                             | 75               |
| Sakura         | 44 899 (299)                             | 126              |
| Yaita          | 33 013 (325)                             | 170              |
| Nasukarasuyama | 26 654 (255)                             | 174              |

### Les bourgs
Les 11 bourgs de la préfecture de Tochigi sont répartis entre cinq districts.

#### District de Haga
| Ville   | Nombre d'habitants (résidents étrangers) | Superficie (km2) |
| ------- | ---------------------------------------- | ---------------- |
| Mashiko | 23 039 (195)                             | 89               |
| Haga    | 15 123 (147)                             | 70               |
| Motegi  | 12 897 (68)                              | 173              |
| Ichikai | 11 616 (158)                             | 64               |

#### District de Kawachi
| Ville      | Nombre d'habitants (résidents étrangers) | Superficie (km2) |
| ---------- | ---------------------------------------- | ---------------- |
| Kaminokawa | 31 052 (296)                             | 54               |

#### District de Nasu
| Ville    | Nombre d'habitants (résidents étrangers) | Superficie (km2) |
| -------- | ---------------------------------------- | ---------------- |
| Nasu     | 24 715 (238)                             | 372              |
| Nakagawa | 16 580 (95)                              | 193              |

#### District de Shimotsuga
| Ville | Nombre d'habitants (résidents étrangers) | Superficie (km2) |
| ----- | ---------------------------------------- | ---------------- |
| Mibu  | 39 933 (473)                             | 61               |
| Nogi  | 25 269 (580)                             | 30               |

#### District de Shioya
| Ville      | Nombre d'habitants (résidents étrangers) | Superficie (km2) |
| ---------- | ---------------------------------------- | ---------------- |
| Takanezawa | 29 476 (379)                             | 71               |
| Shioya     | 11 251 (60)                              | 176              |